# Gabriel Rodríguez Benedicto
Antonio Gabriel Rodríguez Benedicto (Valencia, 9 de diciembre de 1829-Madrid, 20 de diciembre de 1901) fue un ingeniero de caminos canales y puertos, abogado, catedrático de economía, compositor, periodista, crítico musical y político español. Fue uno de los más ilustres ingenieros del siglo XIX, introductor de la economía política y activo defensor del liberalismo. Creó, junto a su discípulo José Echegaray, una segunda época del semanario El Economista de 1854, esta vez quincenal, que duró desde 1856 a 1857. Denunció la corrupción y promovió el abolicionismo de la esclavitud en España.

## Biografía
Nació en Valencia, hijo de un empleado de Hacienda, pero muy pronto se mudó a Madrid con su familia, y allí estudió Ingeniería de caminos y Derecho (se licenció en derecho en solo un año, en 1872). Fue catedrático de Economía política y Derecho administrativo de la Escuela de Ingeniería de Caminos, Canales y Puertos, y tuvo como discípulo al matemático, dramaturgo y futuro premio Nobel José de Echegaray; como economista fue un convencido de las bondades del libre mercado; leyó los trabajos del biólogo, sociólogo y filósofo evolucionista Herbert Spencer, y esta influencia y su visión deductivista le permitió llegar, con ayuda del individualismo de Frédéric Bastiat, a la teoría de la asignación. Hizo estudios de armonía y composición hacia los años cuarenta, y asistía a las tertulias del Café Suizo. También pronunciaba conferencias en el Ateneo de Madrid, donde se le apercibe como el miembro más radical del librecambismo español de mediados del siglo XIX. En 1853 se casó con Delia Villalonga Peralta, de quien tuvo once hijos. Benito Pérez Galdós lo describe así en sus Episodios Nacionales: "Gabriel Rodríguez, alto, barbudo, bien encarado y con antiparras de oro".
Realizó un viaje a Bruselas en 1856 en compañía de Manuel Colmeiro y Laureano Figuerola para asistir al Congreso de Economistas de ese año, y como consecuencia nació la Sociedad Libre de Economía Política en 1857 con Pastor, Echegaray, Sanromá, Bona y Moret; Gabriel Rodríguez compaginó la labor de secretario de la misma durante diez años con la dirección de la segunda época de la revista quincenal El Economista (1856-1857), su órgano de difusión. Cuando esta fue cerrada por las presiones del poder, participó en La Gaceta Economista, muy próxima a la Asociación para la Reforma de los Aranceles de Aduanas de la que también era miembro junto con su discípulo José Echegaray. En 1859 fue elegido secretario de la Academia de Ciencias Morales y Políticas. Colaboró también en la revista La Razón (1860-1862), en Revista de Obras Públicas, en La Ilustración Española (1896) y en La España Moderna, y publicó en torno a 1860 un folleto titulado Cuestiones políticas y otras colaboraciones y una serie de artículos en El Contemporáneo sobre David Ricardo, Richard Cobden y Frédéric Bastiat. Fue miembro del Cobden Club de Londres, de la Société d'Économie Politique, de la Sociedad Abolicionista Española desde su fundación el 2 de abril de 1865 y de la Academia Matritense de Legislación. 
Como político liberal fue diputado por el distrito de Villanueva de los Infantes en 1869 y luego en 1871, y vicepresidente de las Cortes constituyentes de 1869; senador por Puerto Rico y subsecretario de Comercio con Laureano Figuerola en el Gobierno provisional de 1868, y rechazó dos veces el cargo de ministro, la primera vez por Prim y la segunda por Ruiz Zorrilla. Formó parte de la comisión de diputados que viajó a Italia para ofrecer a Amadeo de Saboya el trono español y en ella coincidió con Víctor Balaguer (autor del poema sobre el que Felipe Pedrell compuso Los Pirineos); gracias a él Rodríguez trabó amistad con Pedrell y estableció una colaboración artística y epistolar posterior con el maestro.
También, fue ponente en las conferencias dominicales sobre la educación de la mujer (Universidad de Madrid), con la conferencia Influencia de las ciencias económicas y sociales en la educacion de la mujer (Madrid, 1869).
En 1872 dejó la ingeniería y abrió un prestigioso bufete especializado en resolver casos contencioso-administrativos en relación con las obras públicas, en el que estuvo también como pasante Joaquín Costa entre 1881 y 1886; con él mantuvo una profunda amistad. Junto a él dirigió el Boletín de la Institución Libre de Enseñanza (BILE), en el cual Gabriel Rodríguez se prodigaba enseñando música, dictando ciclos de conferencias o recaudando los fondos necesarios para el sostenimiento de esta institución privada; probablemente sin este último trabajo suyo, la Institución Libre de Enseñanza, creada en 1876, no habría podido perdurar; además, era amigo de Francisco Giner de los Ríos, con quien compartía aficiones musicales. 
Estaba firmemente convencido de que el desarrollo económico solo era posible con el libre mercado y un más justo sistema de distribución de la riqueza junto a la defensa de las libertades individuales y la defensa de los derechos del hombre:
No será posible que la libertad de mercado pueda afirmarse sin las otras libertades, porque será doctrina de todos los liberales que libertad solo hay una.
Es digna de mención su defensa de la libertad de comercio en el ámbito de las discusiones sobre la reforma del arancel de aduanas y contribuyó a la revisión y a la codificación del Código de Comercio.
En 1869 defendió posturas feministas al participar en un ciclo de conferencias sobre la educación de la mujer con Influencia de las ciencias económicas y sociales en la educación de la mujer; en esta obra afirma que el destino de la mujer no se circunscribe únicamente al hogar doméstico y aboga por aceptar el matrimonio civil. En otra conferencia de 1878 sobre el socialismo "de cátedra" y su compatibilidad con el regeneracionismo de Joaquín Costa. Los socialistas rechazaban el discurso de Gabriel Rodríguez y preferían el de Gumersindo de Azcárate. En la conferencia Rodríguez relacionaba el proteccionismo de List con Schmoller y Wargner, a los que consideraba menos acertados que Adam Smith, Jean Baptiste Say, Frédéric Bastiat, John Stuart Mill, William Stanley Jevons y Léon Walras.
Por esta época publicó su principal trabajo: Sobre el concepto de Economía política, donde pone a esta disciplina como el culmen de las ciencias sociales y tal vez la única que poseía leyes y doctrinas fundadas en la observación y comprobadas por la experiencia. Definió la economía como una ciencia moral cuyo objetivo era el estudio y la exposición de leyes generales susceptibles de representación matemática y se le considera uno de los principales introductores de la economía matemática en España.
En el ámbito del Derecho sobresalen sus informes sobre el Código de Comercio y la dirección del Colegio de Abogados. Durante los últimos años abogó por la libre entrada de cereales y defendió los tratados internacionales y la vuelta a la reforma de Figuerola; atacó el déficit público y criticó las irregularidades administrativas y los monopolios de protección, e insistió en establecer un arancel fiscal para la Península y otro diferente para Cuba, Puerto Rico y Filipinas. La polémica que mantuvo con Antonio Cánovas del Castillo sobre el comercio no impidió que pasara a la historia de las ideas económicas como el más genuino representante del librecambismo español del XIX. En lo personal, fue un hombre firme y un modelo intachable de integridad, modestia y laboriosidad.
Musicógrafo y melómano, compuso y publicó treinta y dos melodías para canto y piano. Sus composiciones, publicadas bajo seudónimo en Alemania y sin nombre en España, recibieron excelentes críticas: Tomás Bretón lo comparó con Schubert y Enrique Granados lo llamó “el Schumann español”. Publicó una biografía de Mozart en 1891. Para introducir nueva estética musical desde la Institución Libre de Enseñanza como alternativa al convencional Conservatorio de Madrid, organizó las famosas veladas literario-musicales de la ILE, que inauguró junto a José Inzenga en 1877. También en su propia casa mantuvo veladas semanales e impartió conferencias sobre temas musicales en el Ateneo de Madrid, en la Universidad Central y en el Centro de Instrucción Comercial de Madrid. Colaboró en las revistas Crónica Musical y la internacional Rivista Musicale Italiana; escribió crítica musical en El Imparcial, La Iberia y La Época, en la Revista Crítica de Historia y Literatura Españolas fundada por Rafael Altamira, y publicó un estudio comparativo de Francisco de Victoria y Palestrina en Les origines du theâtre lyrique moderne. Fue un wagnerista acérrimo y defensor de las teorías de Felipe Pedrell; de hecho, este compositor siguió sus indicaciones para impartir el primer curso sobre Historia y Estética de la Música en el Conservatorio de Madrid. Se retiró de su bufete aquejado de grave enfermedad en 1899, y murió en Madrid el 20 de diciembre de 1901 a la edad de 72 años, durante la Regencia de María Cristina de Habsburgo.

## Obras
- "Examen del sistema llamado protector, desde un punto de vista económico”, en Conferencias libre-cambistas, Ateneo, 1856-1865
- Cuestiones políticas y otras colaboraciones s. a.
- El comercio internacional antes y después de la Liga Inglesa [conferencia pronunciada en el Círculo de la Unión Mercantil de Madrid el 27 de febrero de 1880, folleto], Madrid, Establecimiento tipográfico de M. P. Montoya y Compañía, 1880
- La cuestión arancelaria [conferencia pronunciada en el Círculo de la Unión Mercantil de Madrid el 30 de abril de 1881, folleto], Madrid, Establecimiento tipográfico de M. P. Montoya y Compañía, 1881
- El convenio con Inglaterra [conferencias dadas en el Círculo de la Unión Mercantil los días 16 de febrero y 8 y 29 de marzo de 1884, folleto], Madrid, Imprenta de El Día, 1884
- “La reacción proteccionista en España. La Asociación para la Reforma de los Aranceles de Aduana y D. Antonio Cánovas del Castillo”, en Revista de España, 15 de mayo de 1894

## Obra musical
- Ständchen, serenata con texto del poeta lírico alemán Johann Ludwig Uhland (1787-1862).
- Colección de melodías para canto y piano, Barcelona: Juan Bautista Pujols, 1894; se trata de una selección de las canciones que escribió entre 1846 y 1893 publicadas de manera anónima; las letras son en francés, alemán, italiano y español; hay letras de Johann Ludwig Uhland, Víctor Hugo, Giacomo Leopardi (La foglia, L'infinito), Giosuè Carducci y Luigi Carrer, y ciclos en torno a las Elegías de Ventura Ruiz Aguilera y Rimas de Gustavo Adolfo Bécquer; también hay una canción de Víctor Balaguer.